# Bundesgesetz über die Förderung der Hochschulen und die Koordination im schweizerischen Hochschulbereich
Das Bundesgesetz über die Förderung der Hochschulen und die Koordination im schweizerischen Hochschulbereich (HFKG, SR 414.20) vom 30. September 2011 ist ein Bundesgesetz der Schweiz. Es trat zum 1. Januar 2015 in Kraft.
Als Rahmengesetz konzipiert, dient es als Grundlage, um die schweizerische Hochschulpolitik zu koordinieren, die Qualität zu sichern und zur Akkreditierung, um Hochschulen und Institutionen des Hochschulbereichs zu finanzieren, um die Aufgaben in teuren Bereichen aufzuteilen und um Bundesbeiträge zu gewähren.